# Bryan Mantia
Bryan "Brain" Mantia, född 4 februari 1963 i Cupertino i Kalifornien, är en amerikansk trummis. Han var medlem i rockbandet Guns N' Roses mellan 2000 och 2006 då han ersatte Josh Freese. Han har även bland annat spelat i banden Limbomaniacs, Primus och Godflesh. I Primus spelade även gitarristen Buckethead som också varit med i Guns N' Roses, och som Mantia spelat med under dennes solokarriär.